# Amanda Peet

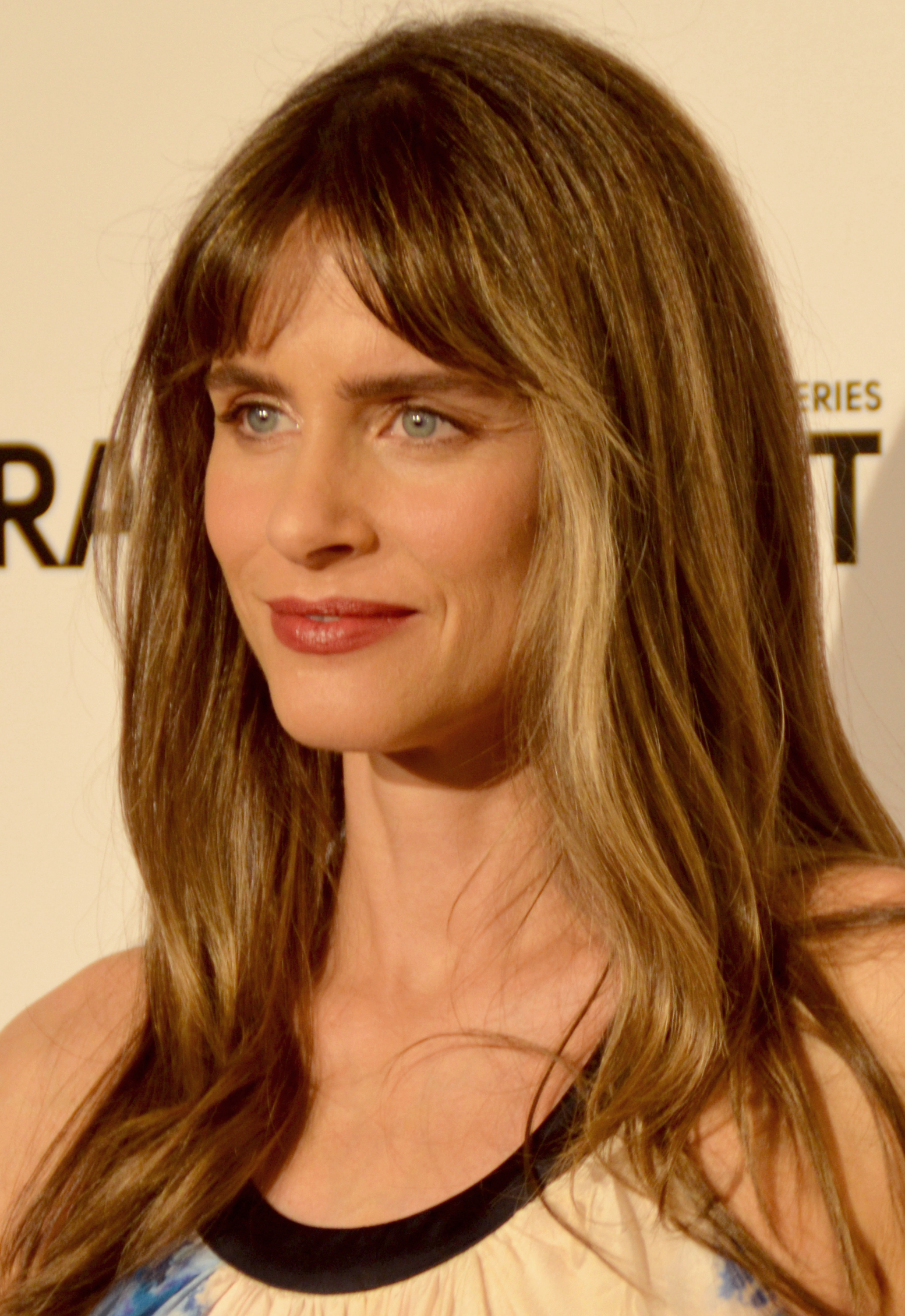
Amanda Peet (2014)

Amanda Peet (* 11. Januar 1972 in New York City) ist eine US-amerikanische Schauspielerin.

## Biografie

### Kindheit und Ausbildung
Amanda Peet und ihre ältere Schwester wurden von ihrer Mutter Penny, einer Sozialarbeiterin, und ihrem Vater Charles, einem renommierten Anwalt, großgezogen, bis sich die Eltern 1990 scheiden ließen. Peet ließ schon mit drei Jahren eine Vorliebe für die Schauspielerei erkennen, als sie während einer Theateraufführung auf die Bühne kletterte. Ihre schulische Ausbildung erhielt Peet am Friends Seminary, einer privaten Quäker-Schule in Manhattan (unter anderem zusammen mit Schauspielkollege Liev Schreiber) sowie an Schulen im Ausland. Nach ihrem High-School-Abschluss beschloss Peet, an der Columbia University Amerikanische Geschichte zu studieren. Als Ausgleich besuchte sie einen Theaterkurs und wurde von ihrem Schauspielprofessor dazu animiert, bei der bekannten deutsch-US-amerikanischen Bühnenschauspielerin und Schauspielmentorin Uta Hagen vorzusprechen, die zuvor schon erfolgreich Mimen wie Robert De Niro unterrichtet hatte.

### Schauspielkarriere
Mit dem Ziel vor Augen, eine Schauspielkarriere einzuschlagen, ging Peet für vier Jahre bei Uta Hagen in die Lehre, nachdem sie 1994 ihren Universitätsabschluss gemacht hatte. In dieser Zeit war sie unter anderem in dem Off-Broadway-Revival Awake and Sing von Clifford Odet zu sehen. Das Schauspielstudium finanzierte sich Peet mit einem Job als Kellnerin und dem Einkommen aus einem Fernseh-Werbespot für die in den USA beliebte Kaubonbonmarke Skittles. In dieser Zeit nahm sie fast jede Rolle an, die sie bekommen konnte, um sich im US-Fernsehen zu etablieren. So war sie in einer Episode von NYPD Blue zu sehen und absolvierte einen Gastauftritt in der Seifenoper Central Park West. Weitere Gastrollen folgten in den Serien Law & Order und Ein Single kommt selten allein.
Ihr Filmdebüt feierte Peet 1995 mit Craig Singers Science-Fiction-Streifen Animal Room. Nach dem Kurzfilm Virginity an der Seite von Chris Coburn agierte sie in den Liebeskomödien She’s the One als Schwester von Jennifer Aniston und Tage wie dieser mit George Clooney und Michelle Pfeiffer. 1997 folgte ein Auftritt in der Episode The Summer of George in der erfolgreichen Sitcom Seinfeld sowie ein Auftritt in der Serie Chaos City. Weitere Schauspielpraxis erwarb sich Peet durch zahlreiche Rollen in Independent-Produktionen wie Auf der Strecke geblieben und dem Drama Touch Me mit Michael Vartan und Greg Louganis, in dem sie als Schauspielerin und Aerobic-Lehrerin zu sehen ist, die an AIDS erkrankt.
Nach einer längeren Durststrecke gelangte Peet an eine Nebenrolle in Willard Carrolls Drama Leben und lieben in L.A., in dem sie an der Seite so etablierter Leinwandmimen wie Sean Connery, Ellen Burstyn oder Gillian Anderson agieren konnte. Nach einer Nebenrolle in der von Kritikern verrissenen Liebeskomödie Einfach unwiderstehlich wurde Peet für die weibliche Hauptrolle der Jacqueline „Jack“ Barrett in der Fernsehserie Jack & Jill verpflichtet, obwohl diese im Pilotfilm von einer anderen Schauspielerin verkörpert worden war. Die Geschichten um ein junges New Yorker Pärchen wurden von 1999 bis 2001 ausgestrahlt und konnten sich guter Kritiken und treuer Zuschauer erfreuen, wodurch Peet in den USA einem breiteren Publikum bekannt wurde.

### Höhepunkt ihrer Karriere
Nach einer Reihe mittelmäßig erfolgreicher Filme überzeugte Peet die Kritiker 2000 in Jonathan Lynns  Krimigroteske Keine halben Sachen. Neben Bruce Willis und Matthew Perry verkörperte Peet den doppelbödigen Charakter der Jill St. Claire, einer großmütigen Zahnarztgehilfin, die sich in einen Auftragsmörder verliebt. Für diese Rolle wurde sie ein Jahr später bei den Blockbuster Entertainment Awards als beste Nebendarstellerin in der Kategorie Komödie/Liebesfilm nominiert. Den Part der Jill St. Claire verkörperte sie auch 2004 in der Fortsetzung Keine halben Sachen 2 – Jetzt erst recht!.
Nach Auftritten in Carl Franklins Thriller High Crimes – Im Netz der Lügen an der Seite von Ashley Judd und Morgan Freeman und in Burr Steers’ Tragikomödie Igby mit Susan Sarandon und Jeff Goldblum wirkte Peet im Frühjahr 2003 in James Mangolds Horrorfilm Identität mit. In der komplexen Geschichte, in der zehn Menschen in einer regnerischen Nacht in einem Motel den Tod finden, spielt sie die Prostituierte Paris, die versucht, ein neues Leben in Florida zu beginnen. Hier agierte sie neben John Cusack, John C. McGinley und Ray Liotta. Es folgten Nancy Meyers Liebeskomödie Was das Herz begehrt, in der sie die verführerische Marin spielt, die eine Affäre mit dem weitaus älteren Playboy Harry (Jack Nicholson) hat, sowie eine Nebenrolle in Woody Allens Tragikomödie Melinda und Melinda. 2005 kam So was wie Liebe in die Kinos. In der Liebeskomödie von Nigel Cole spielt Peet gemeinsam mit Ashton Kutcher ein Liebespaar, das erst nach sieben Jahren immerwährender Freundschaft zueinander findet.
Seit 2005 spielte sie in Filmen wie dem Oscar-prämierten Drama Syriana an der Seite von George Clooney und Matt Damon und in der Komödie Dein Ex – Mein Albtraum mit Zach Braff und Jason Bateman. Neben ihrer Arbeit beim Film war Peet auch in zahlreichen Theaterstücken zu sehen, wie zum Beispiel Whale Music von der New Yorker Rattlestick Theater Company, The Country Club am Long Wharf Theater in New Haven sowie Winter Lies und 27 Sketches: Fear and Misery in the Third Reich. 2009 folgte die weibliche Hauptrolle neben Cusack, ihrem Schauspielkollegen aus Identität, in Roland Emmerichs Katastrophenfilm 2012.
2021 debütierte Amanda Peet mit Die Professorin als Produzentin und Autorin.

### Privatleben
Am 30. September 2006 heiratete Peet den Drehbuchautor David Benioff. Sie leben zusammen mit ihren drei gemeinsamen Kindern (* 2007, * 2010 und * 2014) in Los Angeles.

## Filmografie (Auswahl)
- 1995: Animal Room

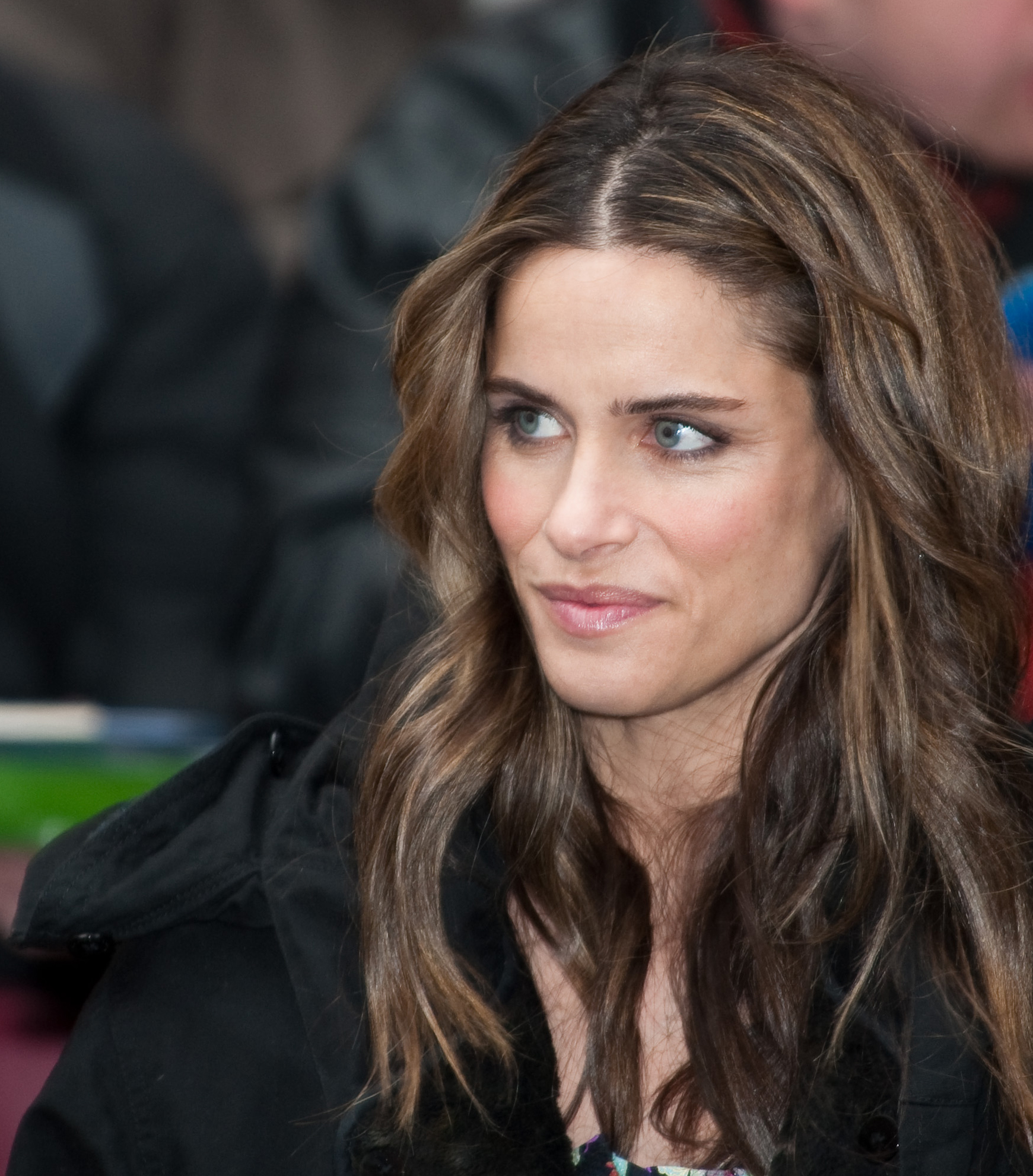
Peet auf der Berlinale 2010

- 1995: Law & Order (Fernsehserie, Folge 6x05)
- 1996: She’s the One
- 1996: Tage wie dieser … (One Fine Day)
- 1997: Chaos City (Spin City, Fernsehserie, Folge 1x18)
- 1997: Seinfeld (Fernsehserie, Folge 8x22)
- 1997: Ellen Foster – Ein Kind kämpft um sein Glück (Ellen Foster, Fernsehfilm)
- 1997: Touch Me – Kampf gegen die Zeit (Touch Me)
- 1997: Auf der Strecke geblieben (Grind)
- 1998: Leben und lieben in L.A. (Playing by Heart)
- 1998: Southie – Terror in South Boston (Southie)
- 1999: Einfach unwiderstehlich (Simply Irresistible)
- 1999–2001: Jack & Jill (Fernsehserie, 32 Folgen)
- 1999: Body Shots
- 1999: Jump
- 2000: Takedown
- 2000: Vernascht (Whipped)
- 2000: Ist sie nicht großartig? (Isn’t She Great)
- 2000: Keine halben Sachen (The Whole Nine Yards)
- 2001: Zickenterror – Der Teufel ist eine Frau (Saving Silverman)
- 2002: Igby (Igby Goes Down)
- 2002: Spurwechsel (Changing Lanes)
- 2003: High Crimes – Im Netz der Lügen (High Crimes)
- 2003: Was das Herz begehrt (Something’s Gotta Give)
- 2003: Whatever We Do
- 2003: Identität (Identity)
- 2004: Keine halben Sachen 2 – Jetzt erst recht! (The Whole Ten Yards)
- 2004: Melinda und Melinda (Melinda and Melinda)
- 2005: So was wie Liebe (A Lot Like Love)
- 2005: Syriana
- 2005: Entourage (Fernsehserie, Folge 2x01)
- 2006: Griffin & Phoenix
- 2007: Terra (Stimme von Maria Montez)
- 2007: Dein Ex – Mein Albtraum (The Ex)
- 2006–2007: Studio 60 on the Sunset Strip (Fernsehserie, 22 Folgen)
- 2007: Mein Kind vom Mars (Martian Child)
- 2008: Akte X – Jenseits der Wahrheit (The X-Files: I Want To Believe)
- 2008: Five Dollars a Day ($5 a Day)
- 2008: What Doesn’t Kill You
- 2009: 2012
- 2010: How I Met Your Mother (Fernsehserie, Folge 5x13 Jenkins)
- 2010: Please Give
- 2010: Gullivers Reisen – Da kommt was Großes auf uns zu (Gulliver’s Travels)
- 2012: Bent (Fernsehserie, 6 Folgen)
- 2012–2013: Good Wife (The Good Wife, Fernsehserie, 7 Folgen)
- 2013: Ganz weit hinten (The Way, Way Back)
- 2013: Voll abgezockt (Identity Thief)
- 2013: Trust Me
- 2015: Sleeping with Other People
- 2015–2016: Togetherness (Fernsehserie, 16 Folgen)
- 2017–2020: Brockmire (Fernsehserie, 17 Folgen)
- 2018: The Romanoffs (Fernsehserie, Folge 1x04)
- 2020: Dirty John (Fernsehserie, 8 Folgen)
- 2021: Die Professorin (The Chair, Fernsehserie, Idee, Drehbuch und Executive Producer)
- 2023: Eine verhängnisvolle Affäre (Fernsehserie, 8 Folgen)
- 2025: Fantasy Life
- 2025: Your Friends & Neighbors (Fernsehserie, 9 Folgen)

## Auszeichnungen
Blockbuster Entertainment Award
- 2001: nominiert als Beste Nebendarstellerin (Komödie oder Romantikfilm) für Keine halben Sachen

Independent Spirit Awards
- 2011: Robert Altman Award für Please Give (gemeinsam mit dem übrigen Schauspielensemble)

Young Hollywood Awards
- 2000: Best New Style Maker